# Militärflugplatz Ostrow

i8
i11
i13
Der Militärflugplatz Ostrow liegt 7 km südöstlich von Ostrow und 57 km südlich von Pskow in der Oblast Pskow (Militärbezirk West) und nahe der Grenze zu Estland und Lettland. Die sowjetische Bezeichnung des Marinefliegerstützpunktes lautete Остров-5 (Insel-5). Weitere US/NATO-Bezeichnungen waren Gorokhovka nach der nahegelegenen Ortschaft.

## Geschichte
Während des Kalten Krieges waren auf dem sowjetischen Luftwaffenstützpunkt rund 63 mit Atomwaffen bestückte strategische Bomber vom Typ Tupolew Tu-16 bis 1989 stationiert. 1953 wurde das 12. Schwere Bombenfliegerregiment, Teil der 116. Fliegerdivision, aus der Estnischen SSR nach Ostrow verlegt. Ab 1960 gehörte die Einheit zur Baltischen Flotte und wurde in 12. Marinefliegerregiment umbenannt. Später erfolgte die Stationierung von zwölf Tupolew Tu-142MR (NATO-Codename: Bear-E) zur U-Boot-Aufklärung.
Am 29. Dezember 1989 wurde der Stützpunkt zunächst aufgelöst. 1995 wurde das 240. Gemischte Forschungs- und Schulungsfliegerregiment mit Kampfflugzeugen vom Typ Suchoi Su-24 und Tupolew Tu-22M3 stationiert. Im Jahr 2000 waren vier Su-24 und drei Tu-22M3 auf der Basis. 2005 waren neben dem 240. Fliegerregiment (bis 2009), das 444. Zentrum der Kampfanwendung und Umschulung des Flugpersonals und die 5501. Flugzeugreserve-Basis stationiert.
Seit 2013 ist die 15. Brigade der Armeeflieger auf dem Stützpunkt stationiert, die mit Kampfhubschraubern vom Typ Mi-28N, Ka-52 und Mi-35M und schweren Transporthubschraubern Mi-26 ausgerüstet ist.